# Rhodochlora tornistriga
Rhodochlora tornistriga är en fjärilsart som beskrevs av Louis Beethoven Prout 1916. Rhodochlora tornistriga ingår i släktet Rhodochlora och familjen mätare. Inga underarter finns listade.